# Municipio Aiquile
Das Municipio Aiquile ist ein Verwaltungsbezirk im Departamento Cochabamba im südamerikanischen Anden-Staat Bolivien.

## Lage im Nahraum
Das Municipio Aiquile ist eines von drei Municipios der Provinz Narciso Campero. Es grenzt im Westen an die Provinz Mizque, im Südwesten an das Departamento Potosí, im Süden an das Departamento Chuquisaca, im Osten an das Municipio Pasorapa, im Nordosten an das Municipio Omereque und im Norden an die Provinz Carrasco.
Der zentrale Ort des Municipios ist die Kleinstadt Aiquile mit 7863 Einwohnern (Volkszählung 2012) im nordwestlichen Teil des Municipios.

## Geographie
Das Municipio Aiquile liegt zwischen den Gebirgsketten der Cordillera Oriental und der Cordillera Central. Das Klima ist geprägt durch ganzjährig frühlingshafte Temperaturen und geringe Niederschläge.
Die Jahresdurchschnittstemperatur der Region liegt bei etwa 20 °C (siehe Klimadiagramm Mizque) und einem Jahresniederschlag von 550 mm. Der Sommer von Oktober bis März weist monatliche Durchschnittstemperaturen von 22 °C auf, kälteste Monate sind Juni und Juli mit gut 17 °C. Von April bis Oktober herrscht Trockenzeit mit Niederschlägen unter 20 mm, der Sommer weist von Dezember bis Februar Niederschläge von 110 bis 135 mm auf.

## Bevölkerung
Die Bevölkerungszahl ist zwischen 1992 und 2024 um ein Siebtel angestiegen:
| Jahr | Einwohner | Quelle       |
| ---- | --------- | ------------ |
| 1992 | 20.795    | Volkszählung |
| 2001 | 26.281    | Volkszählung |
| 2012 | 23.267    | Volkszählung |
| 2024 | 23.000    | Volkszählung |

Die Bevölkerungsdichte des Municipios bei der letzten Volkszählung von 2024 betrug 8,46 Einwohner/km², der Anteil der städtischen Bevölkerung war 33,8 Prozent, die Lebenserwartung der Neugeborenen im Jahr 2001 lag bei 58,7 Jahren.
Der Alphabetisierungsgrad bei den über 19-Jährigen beträgt 64,9 Prozent, und zwar 76,9 Prozent bei Männern und 53,5 Prozent bei Frauen. (2001)

## Politik
Ergebnis der Regionalwahlen (concejales del municipio) vom 4. April 2010:
| Wahlberechtigte |  | Stimmen | gültig |  | MAS-IPSP | MSM    |
| --------------- |  | ------- | ------ |  | -------- | ------ |
| 11.383          |  | 9.936   | 7.360  |  | 4.008    | 3.352  |
|                 |  | 87,3 %  | 74,1 % |  | 54,5 %   | 45,5 % |

Ergebnis der Regionalwahlen (elecciones de autoridades políticas) vom 7. März 2021:
| Wahl- berechtigte |  | Wahl- beteiligung | gültige Stimmen |  | MAS-IPSP | SÚMATE  | C-A    | MTS    | UNIDOS.CBBA | SOMOS  |
| ----------------- |  | ----------------- | --------------- |  | -------- | ------- | ------ | ------ | ----------- | ------ |
| 13.976            |  | 11.571            | 9.702           |  | 7.126    | 1.447   | 371    | 254    | 179         | 160    |
|                   |  | 82,79 %           | 83,85 %         |  | 73,45 %  | 14,91 % | 3,82 % | 2,62 % | 1,84 %      | 1,65 % |

## Gliederung
Das Municipio untergliedert sich in die folgenden drei Kantone (cantones):
- 03-0201-01 Kanton Aiquile – 16.270 Einwohner
- 03-0201-02 Kanton Quiroga – 3.700 Einwohner
- 03-0201-03 Kanton Villa Granado – 3.297 Einwohner

## Ortschaften im Municipio Aiquile
- Kanton Aiquile
  - Aiquile 7863 Einw. – Jatun Ayllu Quewiñal Suyu Chuwi 516 Einw. – Novillero 494 Einw. – Tipapampa 413 Einw. – Chaquimayu 385 Einw.

- Kanton Quiroga
  - Quiroga 428 Einw. – Zamora 419 Einw. – Chinguri 295 Einw. – Eje Pampa 263 Einw.

- Kanton Villa Granado
  - Villa Granado 682 Einw.